# 저항권
저항권(抵抗權, 영어: right to resist) 또는 혁명권(革命權, 영어: right of revolution)은 국가권력에 의하여 헌법의 기본원리에 대한 중대한 침해가 행하여지고 그 침해가 헌법의 존재 자체를 부인하는 것으로서 다른 합법적인 구제수단으로는 목적을 달성할 수 없을 때에 국민이 자기의 권리, 자유를 지키기 위하여 실력으로 저항하는 권리이다.
저항권이 비록 존재한다고 하여도 그 저항권이 실정법에 근거를 두지 못하고 자연법에만 근거하고 있는 한 법관은 이를 재판규범으로 원용할 수가 없다. 저항권은 헌법보장을 위한 수단이자 기본권보장을 위한 기본권으로서의 성격을 아울러 가진다. 저항권 행사가 성공하여 법치국가적 질서가 재건되면 저항행위는 소급하여 유효한 것으로 정당화된다.

## 의병
저항권을 행사하는 이들을 저항군, 의병, 민병, 민병대, 시민군, 의용군, 반군, 반란군, 레지스탕스 등으로 부른다.
일제시대 때 일본군에 대하여 의병을 일으켜 독립운동을 한 것을, 즉 "의병을 일으켜 독립전쟁을 할 자유권"을 저항권 또는 혁명권이라고 부른다. 영국왕의 식민지인에 대한 중과세에 대해 아메리카 식민지인들이 민병을 조직해 분리독립운동을 한 것을, 즉 "민병을 조직해 분리독립전쟁을 할 자유권"을 저항권 또는 혁명권이라고 부른다.

## 저항
저항(resistance)의 의미에 대해 네이버 영영사전의 정의는 다음과 같다.
- In a country which is occupied by the army of another country, or which has a very harsh and strict government, the resistance is an organized group of people who are involved in illegal activities against the people in power.
- 타국군대에 의해 점령된 국가에서, 또는 가혹하고 엄격한 정부를 둔 국가에서, 저항은 권력자에 대해 불법적인 행위들을 하는 사람들로 구성된 조직화된 단체이다.

국가의 권력자에 대한 불법적 도발을 외환과 내란으로 구별할 때, 타국군대가 침략해 오는 외환과는 달리, 저항은 내란을 말한다.
저항에 실패할 경우, 내란은 권력자의 정규군대에 의해 진압되며, 저항권은 보통 인정되지 않으며, 저항군은 내란죄로 처형된다. 저항에 성공할 경우, 내란은 혁명으로 명칭이 바뀌며, 혁명권 또는 저항권은 새로운 국가나 새로운 정부에 의해 승인되어, 저항군의 핵심참가자는 국가적 영웅이 된다.

### 내란과 저항
기존의 권력자측에서 보면, 저항군은 내란죄를 저지르는 반국가단체 또는 반국가단체이다. 그러나 저항군측에서 보면, 저항군의 저항권 행사는 합법적인 것이며, 기존의 권력자가 합법을 빙자한 범죄자이고 범죄단체로 본다. 전쟁에서의 승자가 정의를 전리품으로 얻어 합법단체가 되어 새로운 국가나 정부를 세운다. 패자는 범죄단체 또는 반국가단체로 전락하거나. 종전협상을 통해 자신들의 국가로 철군한다.

## 저항권의 연혁
저항권 사상은 서양의 폭군방벌론과 동양의 역성혁명론에서 그 기원을 찾을 수 있지만, 근대적이고 체계화된 저항권이론이 등장한 것은 근대자연법사상이 대두한 이후부터이다. 저항권을 주장한 대표적인 학자로 로크를 들 수 있는데, 로크에 의하면 국가는 국민들의 신탁 내지 위임에 따라 성립한 것이므로 국가가 그 신탁의 범위를 넘어 불법적인 지배를 감행할 경우에는 국민이 이에 저항할 수 있는 자연법적 권리를 갖는다고 하였다.

### 저항권과 혁명권
세계최초의 시민혁명인 미국 독립 혁명으로 유명한 미국은, 혁명 당시 저항권과 혁명권을 따로 구분하지 않았다. 저항군을 혁명군이라고도 불렀다. 미국 독립 혁명을 하면서 33인의 대표가 서명한 미국 독립선언서에는 혁명권과 저항권을 따로 구분하여 명시하지 않고, 저항권만 명시하였다. 한국도 의병들이 일어나 일제에 대한 독립전쟁을 하면서, 세계 최초의 시민혁명인 미국의 예를 따라, 33인의 대표가 기미 독립 선언서에 서명했다. 이들의 살인을 할 자유권, 방화를 할 자유권, 강도를 할 자유권, 손괴를 할 자유권 등 기득권 세력에 대해 여러 가지 범죄를 할 자유권을 통합해서, 하나의 저항권 또는 혁명권이라고 부른다.
"모든 사람은 평등하게 창조되었다; 그들의 창조주로부터 불가침의 권리를 부여받았다. 생명권, 자유권 그리고 행복추구권이다: 이 권리들을 보장받기 위해 사람들 사이에 정부가 만들어졌으며, 피지배자의 동의에서 정부의 정당한 권력이 나왔다; 어떤 형태의 정부라도 그 목적을 파괴하면, 사람들은 그 정부를 바꾸거나 없애고 새 정부를 만들 권리가 있다."(미국 독립선언서)
반면에, 시민혁명의 경험이 없는 독일에서는, 저항권과 혁명권을 구분하여, 저항권은 기존의 헌법수호를 위한 것이고, 혁명권은 기존의 헌법파괴를 위한 것이라고 하여, 구별을 하고 있다.

## 시민혁명
세계 양대 시민혁명인 미국 독립 혁명(1775년)과 프랑스 대혁명(1789년)은 시민들의 혁명권 행사로 성공한 대표적인 혁명이다.

## 무장저항권(right to armed struggle)
미국에서의 저항권은 혁명전쟁을 해 본 적도 없는 독일 등에서와 같이 비폭력저항이나 시민불복종 등과 같은 항의시위나 불법시위 정도를 의미하는 것이 아니라 전쟁권과 혁명권(革命權, right of revolution)을 동시에 의미한다. 기존의 정규군과는 달리, 반란군에게는 "정당한 무력사용승인의 법적근거"가 필요했고, 그 최상위 근거규범으로 저항권을 들고 있다.
미국 독립 혁명 당시에는 전쟁을 하는데는 총기를 비롯한 무장이 매우 중요했다. 따라서 미국 독립 혁명 당시 저항군의 총기소지권은 저항권 행사에 있어서 불가분적이고 본질적인 내용으로도 볼 수 있었다.
혁명군(민병대)이 혁명전쟁에서 승리하여 독립을 쟁취한 미국은 1791년 12월 15일에 비준된 수정헌법 제2조에 "자유국가를 유지하기 위해서는 잘 규율된 민병대가 필요하며, 국민들의 총기 소지권은 방해받지 말아야 한다"고 규정해 총기소지권을 불가침의 기본권으로 명문화 하고 있다.

## 국가긴급권과 비교
국가긴급권이 위로부터의 헌법보장수단이라면 저항권은 아래로부터의 헌법보장수단이라 할 수 있다.

## 독일의 저항권

### 독일의 기본법상 저항권
독일 기본법은 저항권을 국민의 권리로 인정하고 있으며 저항권 행사요건으로 최후 수단성을 명시하고 있다. 그러나 독일이 혁명권을 인정하는지는 명확하지가 않다. 독일에서는 그 둘을 구별하고 있다.

### 독일연방헌법재판소의 KPD판결
"명백한 불법정부에 대한 저항권은 현대적 법률관에 의할 때 당연한 것으로 인정된다. 저항권은 헌법질서의 유지 또는 회복을 위한 헌법수호수단이라는 보수적인 의미로만 인정 될 수 있다. 그리고 저항권을 가지고 대항할 수 있는 불법은 명백한 것이어야 한다. 법질서에 따라 강구할 수 있는 모든 법적 수단이 유효한 구제방법이 될 수 있는 전망이 거의 없고, 저항권의 행사가 법의 유지 또는 회복을 위하여 남겨진 유일한 수단이라야 한다."

## 우리 헌법상 저항권 인정여부

### 긍정설
긍정설은 첫째로 헌법전문이 저항권의 표현이라 할 수 있는 3.1운동과 4.19민주이념의 계승에 대해 규정하고 있는 것은 우리 헌법이 저항권을 인정하고 있는 것을 의미하고, 헌법전문은 법적 규범력을 가진다고 주장한다. 둘째, 저항권은 본질적으로 제도화할 수 없는 권리로서 자연권성을 가지므로 헌법규정의 존부에 관계없이 인정된다고 말한다.

### 부정설
부정설은 첫째, 저항권은 정치적 이데올로기에 불과하지 법적 권리가 될 수 없고, 둘째, 헌법전문의 『불의에 항거한 4.19민주이념을 계승하고』라는 문언은 저항권을 인정하는 명문규정으로 보기 어려울 뿐만 아니라 헌법전문의 법적 효력을 인정할 수 없다고 한다.

## 판례
저항권의 인정여부에 대하여 헌법재판소와 대법원은 견해가 갈리고 있다.
헌법재판소는 '입법과정의 하자와 저항권사건(1997.9.25. 97헌가4)', '통합진보당 위헌정당해산심판 사건(2014.12.19. 2013헌다1)' 등에서 저항권을 인정하는 태도를 보였지만,
대법원은 ‘김재규 박정희 시해사건(1980.5.20. 80도)’과 ‘민청학련(1975.4.8. 74도3323)’사건에서, 헌법전문의 ‘4.19 의거’는 저항권의 근거규정이 될 수 없고 실정법에 규정이 없는 한, 저항권을 인정할 수 없다는 입장이다.

### 입법과정의 하자와 저항권 사건에 대한 헌법재판소 결정례
헌법재판소는 이 사건에서 저항권이 인정됨을 전제로 입법과정의 하자는 저항권행사의 대상이 되지 않는다고 하였다.
"저항권이 헌법이나 실정법에 규정이 있는지 여부를 가려볼 필요도 없이 입법과정의 하자는 저항권행사의 대상이 되지 아니한다. 왜냐하면 저항권은 국가권력에 의하여 헌법의 기본원리에 대한 중대한 침해가 행하여지고 그 침해가 헌법의 존재 자체를 부인하는 것으로서 다른 합법적인 구제수단으로는 목적을 달성할 수 없을 때에 국민이 자기의 권리·자유를 지키기 위하여 실력으로 저항하는 권리이기 때문이다.
당해 사건의 피신청인 조합원들이 집단행동과 집단시위 등으로 쟁의행위(전면파업)을 할 당시 심판대상 개정법의 국회통과 절차가 다른 합법적인 구제수단으로는 목적을 달성할 수 없는 국가권력에 의한 헌법의 기본원리에 대한 중대한 침해였고 이 침해행위에 대한 구제수단으로 실력에의한 쟁의행위(전면파업)를 선택한 것이 자기들의 권리 자유를 지키기 위한 불가피한 유일한 수단으로 인정할 수 있는지 그밖에 제청법원이 주장하는 저항권의 행사로 정당화 할 수 있는 다른 사정이 존재하는지 여부 또한 법원이 판단할 문제이다."

### 통합진보당 위헌정당해산심판 사건에 대한 헌법재판소 결정례
헌법재판소는 최근 통합진보당 해산사건에서 저항권에 대해 상세히 판시하였다.
"저항권은 공권력의 행사자가 민주적 기본질서를 침해하거나 파괴하려는 경우 이를 회복하기 위하여 국민이 공권력에 대하여 폭력·비폭력, 적극적·소극적으로 저항할 수 있다는 국민의 권리이자 헌법수호제도를 의미한다. 하지만 저항권은 공권력의 행사에 대한 ‘실력적’ 저항이어서 그 본질상 질서교란의 위험이 수반되므로, 저항권의 행사에는 개별 헌법조항에 대한 단순한 위반이 아닌 민주적 기본질서라는 전체적 질서에 대한 중대한 침해가 있거나 이를 파괴하려는 시도가 있어야 하고, 이미 유효한 구제수단이 남아 있지 않아야 한다는 보충성의 요건이 적용된다. 또한 그 행사는 민주적 기본질서의 유지, 회복이라는 소극적인 목적에 그쳐야 하고 정치적, 사회적, 경제적 체제를 개혁하기 위한 수단으로 이용될 수 없다."

### 10.26 사건에 대한 대법원 판례
"현대 입헌 자유민주주의 국가의 헌법이론상 자연법에서 우러나온 자연권으로서의 소위 저항권이 헌법 기타 실정법에 규정되어 있는 없든 간에 엄존하는 권리로 인정되어야 한다는 논지가 시인된다 하더라도 그 저항권이 실정법에 근거를 두지 못하고 오직 자연법에만 근거하고 있는 한 법관은 이를 재판규범으로 원용할 수 없다고 할 것인 바, 헌법 및 법률에 저항권에 관하여 아무런 규정없는 우리나라의 현 단계에서는 저항권이론을 재판의 근거규범으로 채용, 적용할 수 없다(다수의견). (소수의견) : 형식적으로 보면 합법적으로 성립된 실정법이지만 실질적으로는 국민의 인권을 유린하고 민주적 기본질서를 문란케 하는 내용의, 실정법상의 의무이행이나 이에 대한 복종을 거부하는 등을 내용으로 하는 저항권은 헌법에 명문화되어 있지 않았더라도 일종의 자연법상의 권리로서 이를 인정하는 것이 타당하다 할 것이고 이러한 저항권이 인정된다면 재판규범으로서의 기능을 배제할 근거가 없다고 할 것이다".

## 저항권의 성격
저항권의 성격에 대하여 학설은 갈린다. 저항권을 위헌적 권력행사에 대하여 저항할 수 있는 국민의 기본적 권리로 이해하는 기본권설, 저항권을 위헌적 권력행사에 대하여 국민이 행사할 수 있는 일종의 긴급권 또는 헌법보호수단으로 이해하는 긴급권설이 있으나
현재 통념적인 견해로는 저항권은 위헌적인 권력행사에 의해서 헌법적 가치질서가 완전히 무너지는 것을 저지하기 위한 예비적인 헌법보호수단이기 때문에 저항권을 기본권과 헌법보호수단이라는 양면적 성격을 가진 권리로 이해하는 양면설이 있다.

## 행사 요건

### 주체와 대상
저항권 행사의 주체는 국민이다. 저항권행사의 대상은 전통적으로 국가 권력에 한정되어 왔는데, 헌법에 적대적인 사회세력에 대해서도 저항권을 행사할 수 있다는 견해가 있다.

### 헌법침해의 중대성
개별헌법조항이나 법률에 대한 단순한 위반이 아니라 민주적•법치국가적 기본질서나 기본권보장체계에 대한 전면적 부인 내지 침해가 있어야 한다.

### 헌법침해의 명백성
침해행위가 민주적 기본질서를 침해함이 객관적으로 명백하여야 한다.

### 최후수단성
저항권은 헌법이나 법률이 규정하는 모든 구제수단에 의해서도 목적을 달성할 수 없는 경우에 최후의 수단으로 인정될 수 있는 것이다.

### 성공가능성
저항행위의 성공 가능성을 저항권행사의 요건으로 볼 것인가에 대하여 학설이 갈리고 있다.
긍정설의 입장에서 독일연방헌법재판소는 『성공가능성에 비추어 볼 때, 기존의 불법상태를 제거하고 보다 나은 상태로 나아갈 수 있는 일반적인 전기를 마련하기에 적합한 시도로 평가 받을 수 있을 때』에만 정당화될 수 있다고 하여 성공가능성을 저항권 행사의 한 요건으로 시사하였다.
부정설은 성공가능성을 요구하는 것은 자칫 불법체계를 감수하고 견디어 낼 것을 요구하는 것이나 다름없고, 또한 저항권의 행사가 성공하기 위해서는 헌법침해의 초기에 시작되어야 하는데, 이 단계에서는 최후수단성의 요건이 충족되지 않는 것이 보통이고, 반대로 최후수단성이 충족될 경우에는 성공의 가능성이 희박하므로 사실상 저항권행사를 부정하는 것이 되어 옳지 않다고 주장한다.

### 저항권 행사의 목적
저항권은 혁명권과는 달리 민주적 기본질서에 바탕한 입헌주의적 헌법체제를 수호하기 위한 것이므로 기존의 체제를 부정하고 새로운 체제를 지향하는 저항은 인정되지 않는다.

### 저항권 행사의 방법
저항권의 행사는 목적달성을 위해 필요한 최소한에 국한되지 않으면 안 된다. 평화적 방법에 의해 목적을 달성할 수 없는 예외적 경우에는 폭력적 방법도 허용된다.

## 저항권 행사의 효과
저항권 행사가 성공한 경우에는 별 문제가 되지 않겠지만, 저항권 행사가 실패한 경우에는 그에 따른 형사적 소추를 받을 수 있겠으나, 초법규적 위법성조각사유로서 범죄성립을 조각한다고 보는 주장이 있다. 그러나 실제로 그러할 수 있는지는 의문이다. 대법원은 ‘민청학련’사건에서 『소위 저항권에 의한 행위이므로 위법성을 조각한다는 주장은 ••• 실존하는 헌법적 질서를 무시하고 초법규적인 권래개념으로써 현행실정법에 위배된 행위의 정당화를 주장하는 것은 이를 받아들일 수 없는 것』이라고 판시하였다.

## 참고 문헌
- 만화 헌법 판례-저항권도 헌법상 권리이다 법률저널 2012.08.31
- p 24-25, 김현석, 헌법 기본판례 109선, 헤르메스, 2011. ISBN 978-89-94619-11-8
- p 26, 김유향, 헌법중요판례 250, 윌비스, 2015.

## 같이 보기
- 민청학련 사건
- 10·26 사건
- 국가긴급권
- 시민불복종
- 마그나 카르타
- 2024년 대한민국 비상계엄